# Sulbiate
Sulbiate là một đô thị ở tỉnh Monza và Brianza, vùng Lombardia của Italia, khoảng25 km về phía đông bắc của Milano. Tại thời điểm ngày 31 tháng 12 năm 2004, đô thị này có dân số 3.441 người và diện tích là 5,3 km².
Đô thị Sulbiate gồm cácfrazione (đơn vị cấp dưới, chủ yếu là thôn làng) Sulbiate Superiore, Sulbiate Inferiore, Brentana, và Cascina Cà.
Sulbiate giáp các đô thị: Verderio Inferiore, Cornate d'Adda, Bernareggio, Aicurzio, Mezzago, Vimercate, Bellusco.